# شهرستان نایاگارا
شهرستان نایاگارا (به انگلیسی: Regional Municipality of Niagara) یک منطقهٔ مسکونی در کانادا است که در انتاریو واقع شده‌است. شهرستان نایاگارا ۴۴۷٬۸۸۸ نفر جمعیت دارد.